# Menjagrà caranegre
El menjagrà caranegre (Melanospiza bicolor) és una espècie d'ocell de Cuba, Bahames, altres illes Antilles i el nord de Sud-amèrica, pertanyent a la família Thraupidae de l'ordre Passeriformes.